# Виллардоннель
Виллардонне́ль (фр. Villardonnel) — коммуна во Франции, находится в регионе Лангедок — Руссильон. Департамент коммуны — Од. Входит в состав кантона Ма-Кабарде. Округ коммуны — Каркасон.
Код INSEE коммуны — 11413.

## Население
Население коммуны на 2008 год составляло 538 человек.
| 1962 | 1968 | 1975 | 1982 | 1990 | 1999 | 2008 |
| ---- | ---- | ---- | ---- | ---- | ---- | ---- |
| 279  | 317  | 342  | 331  | 365  | 412  | 538  |

## Экономика
В 2007 году среди 345 человек в трудоспособном возрасте (15—64 лет) 241 были экономически активными, 104 — неактивными (показатель активности — 69,9 %, в 1999 году было 69,8 %). Из 241 активных работали 204 человека (108 мужчин и 96 женщин), безработных было 37 (21 человек и 16 женщин). Среди 104 неактивных 27 человек были учениками или студентами, 37 — пенсионерами, 40 были неактивными по другим причинам.

## Достопримечательности
- Пещера Канекод
- Кладбище с часовней Нотр-Дам-де-Канабе IX века, которая по легенде была построена Карлом Великим.
- Церковь св. Иоанна Крестителя (XIII век)
- Развалины старого золоторудного прииска
- Замок семьи Mahul